# Fluorokarbony
Fluorokarbony, fluorki węgla, perfluorowęglowodory, PFC (z ang. perfluorocarbons) – klasa związków chemicznych składających się wyłącznie z atomów węgla i fluoru, pochodzących formalnie od węglowodorów, w których wszystkie atomy wodoru zostały zastąpione atomami fluoru.
W przemyśle perfluorowęglowodory są stosowane jako czynniki wymiany ciepła, rozpuszczalniki, gazy nośne oraz stanowią odpad wielu procesów technologicznych. Są nietoksyczne i nie mają barwy ani zapachu. Są jednak szkodliwe dla środowiska, gdyż w formie gazowej, po przedostaniu się do atmosfery ziemskiej powodują efekt cieplarniany. Szacuje się, że mają one 6500–9200 razy wyższy potencjał tworzenia efektu cieplarnianego niż dwutlenek węgla.

Przykładowe fluorokarbony
Tetrafluorometan
Heksadekafluoroheptan
Heksafluorobenzen
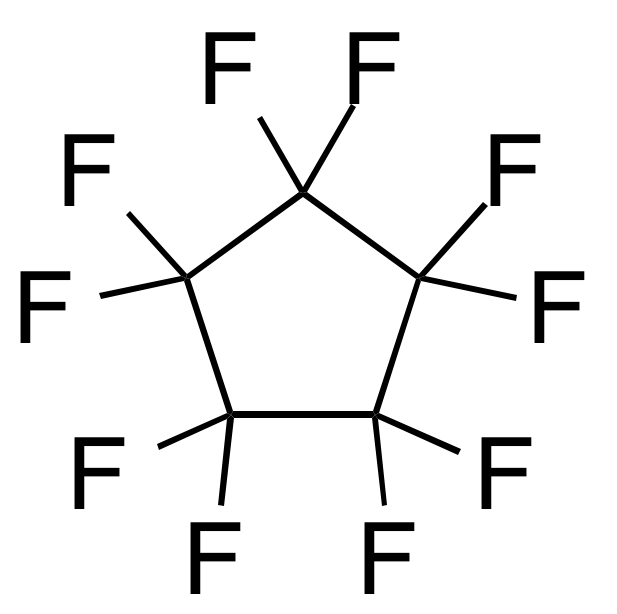
Dekafluorocyklopentan
Oktadekafluorodekalina